# Maillage de l'infrastructure Internet en Algérie
Le maillage de l'infrastructure Internet en Algérie, est l'ensemble des interconnexions de réseaux utilisées en Algérie pour l'accès à Internet et aux télécommunications.
Il repose notamment sur l'interconnexion de fibres optiques au niveau national et des câbles sous-marins en fibre optique.

## Histoire
L'Algérie dispose en 2017 d'une capacité installée de bande passante internationale de 680 GB, répartie entre 600 GB pour le câble de fibre optique d'Annaba à Marseille et 80 GB pour celui qui relie Alger à Palma en Italie (ALPAL). Une liaison Annaba-Bizerte en Tunisie est dotée d'une capacité de 40 GB.
Le 16 février 2019, le câble sous-marin Medex est mis en service à Annaba, Medex va porter le débit de l'Internet de 2 à 8 térabits.
Le 5 novembre 2019, le tronçon algérien de la dorsale transsaharienne en fibre optique  (DTS) est achevé, long de plus de 2 650 km, il relie Alger au frontières avec le Niger.
Le 5 décembre 2019, deux câbles sous-marin en fibre optique sont inaugurés par la ministre algérienne de la Poste, des Télécommunications, des Technologies et du Numérique, Houda-Imane Faraoun, en présence de l'ambassadeur d'Algérie en Espagne, Toufik Milat. ORVAL relie Oran à Valence et ALVAL relie Alger à la même ville en Espagne. D'une longueur de plus de 770 km et d'une capacité de 40 térabits. ORVAL et ALVAL sont exploités par Algérie Télécom Europe.
Le 8 septembre 2020, le ministre de la Poste et des Télécommunications, Brahim Boumzar, annonce l'arrivée d’un 4e câble sous-marin, qui « sécurisera le réseau de communication du pays avec l’étranger » et ajoute que « cette nouvelle infrastructure viendra renforcer les capacités data déjà détenues par le pays à travers les trois câbles, qui sont opérationnels et exploités, à savoir le Sea-Me-We 4, le Medex reliant, depuis Annaba, le réseau Internet algérien de fibre optique au réseau international reliant les Etats-Unis d’Amérique à l’Asie, et l’Orval/Alval, reliant Alger, Oran et Valence (Espagne) »
.

## Controverse
Le 25 mars 2020, l'ex-P-DG d'Algérie télécom, Mohamed Anouar Benabdelouahed, a «reconnu» que le Sea-me-we-4 est «le principal câble utilisé, actuellement, par l'Algérie». il avait également indiqué la veille de son limogeage, que «les autres câbles algériens, à savoir le câble Orval/Alval, reliant Alger, Oran et Valence (Espagne) «n'est pas encore prêt», et celui de Medex, raccordant, depuis Annaba, le réseau Internet algérien de fibre optique au réseau international «sera disponible dans environ 2 mois».

## Point d'échange
Plusieurs points d'échange sont présents en Algérie, permettant aux différents fournisseurs d'accès Internet (FAI ou ISP) d'échanger du trafic Internet entre leurs réseaux de systèmes autonomes grâce à des accords mutuels dits de «peering».

## Fournisseur d'accès
L'accès à Internet est ensuite délivré à l'utilisateur au travers d'une paire de fils de cuivre (xDSL et bas débit), d'une fibre optique, d'un lien Wi-Fi, d'un lien WiMAX  ou du câble coaxial.
Ces interconnexions se font au niveau des répartiteurs téléphoniques (ou NRA), ou de leur équivalents optiques (NRO).